# Monique Laurent
Monique Laurent (1960) é uma cientista da computação e matemática francesa, especialista em otimização. É pesquisadora do Centrum Wiskunde & Informatica (CWI) em Amsterdam.

## Formação e carreira
Obteve um doutorado na Universidade Paris VII em 1986, orientada por Michel Deza, com a tese Geométries Laminées: Aspects Algébriques et Algorithmiques.
Trabalhou no Centre national de la recherche scientifique (CNRS) de 1988 a 1997, seguindo então para o CWI.

## Livro
- com Deza, Geometry of Cuts and Metrics (Algorithms and Combinatorics 15, Springer, 1997).[4]

## Prêmios e honrarias
Foi Lista de palestrantes do Congresso Internacional de Matemáticos em Seul (2014: Optimization over polynomials: Selected topics). Foi eleita fellow da Society for Industrial and Applied Mathematics em 2017, "for contributions to discrete and polynomial optimization and revealing interactions between them". Foi eleita em 2018 membro da Academia Real das Artes e Ciências dos Países Baixos.